# 佐野功
佐野 功（さの いさお、1983年3月25日 - ）は、日本の俳優／演出家／殺陣師。福岡県出身。身長175cm、体重63kg、血液型A型。北区つかこうへい事務所第9期生、桜美林大学文学部総合文化学科パフォーマンス・演劇コース卒業。芸能事務所はレトルに所属している。

## 略歴
高校在学中に北区つかこうへい事務所第9期生となり、桜美林大学では平田オリザに師事する。その後、柿喰う客、DULL-COLORED POP、MUなど幅広い作風の作品に多数出演。近年は、serial number(風琴工房改め)に参加している。また、俳優の他に演出家、殺陣師、動作演出としても活躍。最近では、全国謎解き検定1級を活かし、リアル脱出ゲーム（SCRAP）の演出や演技指導なども多数手がけている。こまばアゴラ劇場オリジナルのワークショップを創る研究会 第一回メンバーで、殺陣のワークショップや俳優もしくは俳優ではない方へ向けた演技指導なども行なっている。

## 受賞歴
- 神保町花月第四回エチュ１グランプリ　ＭＶＰ
- 2015年度 佐藤佐吉賞 優秀主演男優賞受賞[2]
- 第三水曜即興舞台2020「こんなはずじゃなかった。」MVP決定戦 優勝[3][4]

## 人物
- 免許・資格：普通自動車免許、小型船舶免許（１級/特殊/特定）、全国謎解き検定1級
- 特技：殺陣、運転、球技全般、即興劇[3]、台詞覚えがはやい
- 俳優のほか、殺陣師、動作演出としての仕事も多い。殺陣のワークショップや[5][6]演技指導なども行なっている。[1]
- 近年参加しているserial number(風琴工房改め)においては、特異点とも言うべき役で存在感を示しており、2011年から開始した男優のみのシリーズには全作品出演。俳優としてもクリエイションの片腕としても中核を成す。[7]
- 全国謎解き検定1級。念願叶ってSCRAPのオンラインイベントに演技指導兼俳優として参加、[8]最近ではリアル脱出ゲーム（SCRAP）の演出や演技指導などを数多く手がけている。

- 趣味：ゲーム、アニメ・漫画・廃墟・工場・電子楽器・フットサルGK・バスケ・ドラム・カホン・漬け物・サバゲー・リアル脱出ゲーム など。[9]
- 好きな食べ物は、子供の頃から一貫して「マヨネーズ」

その他、梅干し、チーズ、コーヒー、カレー、ラーメン
- 好きなテレビ番組は「鉄腕!DASH!!」
- 天から愛される晴れ男「彼が外にいると雨が降らず、室内に入ると雨が降る」などの逸話が多数Twitterなどで語られている。

## 主な出演／演出 作品

### 舞台
2005年
- 平田オリザ（青年団）演出　『もう風も吹かない』全国ツアー（長野・沖縄）出演
- 青年団リンクRoMT　『ランドスケイプ』出演
- 柿喰う客　『多い日も安心』出演
- 柿喰う客　『とりあえずナマで！』出演[10]

2006年
- 静岡春の芸術祭　東京オレンジ『アメリカ』出演
- 柿喰う客『顔に自信がある』出演／殺陣指導
- 柿喰う客『人面犬を煮る』出演

2007年
- 柿喰う客『誰も笑わない「検察官」』出演
- SQUASH『フレッシュボーイ』出演

2008年
- 柿喰う客『俺を縛れ！』出演／殺陣指導
- 柿喰う客『真説・多い日も安心』出演／殺陣指導
- 競泳水着『プリンで乾杯』出演

2009年
- 4x1h中屋敷法仁（柿喰う客）演出『月並みなはなし』出演
- DULL-COLORED POP『ショート７』出演
- 神保町花月第四回エチュ１グランプリ　ＭＶＰ・優勝
- 柿喰う客『悪趣味』出演
- 時間堂『smallworld’send』出演

2010年
- オパフェにて柿喰う客『宴会芸レーベル』出演
- 横浜ダンスコレクションＲ　ソロ・デュオ『犯情』出演／殺陣指導[11][12]
- コマツ企画『背伸び王(キング)』出演
- コマツ企画『よわいもんいじめ』出演
- コマツ企画『どうじょう』出演

2011年
- 風琴工房『紅き深爪』出演
- 風琴工房『Archives of Leviathan』出演

2012年
- DULL-COLORED POP『くろねこちゃんとベージュねこちゃん』出演[13]
- miel『ま○る』出演
- ナイスコンプレックス『ゲズントハイト ～お元気で～』出演[14]
- 角角ストロガのフ『仮想家族』出演

2013年
- 冨士山アネット 『シャウレイの十字架』出演[15]
- おるがん選集『物語が、始まる』出演
- 風琴工房『hedge』出演 片桐章介 役

2014年
- あひるなんちゃら『蕎麦屋の兄妹』出演

2015年
- 風琴工房『penalty killing』出演 上村タクヤ 役
- miel『 す き と お り 』出演
- MU『少年は銃を抱く』出演
- 野生児童『1980'』出演（2015年度佐藤佐吉賞 優秀主演男優賞受賞）[2]

2016年
- 風琴工房『insider -hedge2-』出演 片桐章介 役
- miel『 み ち 』出演
- クロジ『きんとと』出演 嶋 役
- MU『狂犬百景』出演
- 風琴工房『4センチメートル』出演[16]

2017年
- 風琴工房『penalty killing -remix ver.-』出演 上村タクヤ 役[17]
- 風琴工房『ちゅらと修羅』出演 セジ 役[18]

2018年
- serial number『next move』出演 谷内田修一 役[19]
- 水戸芸術館ACM劇場プロデュース『海辺の鉄道の話』出演 おさむ 役[20]
- miel『 は む 』出演
- serial number『アトムが来た日』出演 溝端 役[21]

2019年
- serial number『コンドーム0.01』出演 美樹昴 役[22][23]

2020年
- 東京芸術劇場公演『カノン』出演（公演中止）[24]
- serial number『すこたん』（上演延期）[25]
- 第三水曜即興舞台2020「こんなはずじゃなかった。」出演（年間MVP受賞）[3]
- 咲匂-SAKO-企画公演『はら、はらり』出演 吉三郎 役[26]

2021年
- serial number『hedge 1-2-3』 出演 片桐章介 役[27]
- 東京芸術劇場公演『カノン』殺陣指導[28]
- serial number『すこたん！』出演 シマムラハヤタ 役[29]
- Cuebicle『Transcendent Express』出演 中條廉太郎 役[30]

2022年
- serial number『Secret War～ひみつせん～』[31]出演 浦井静一 役
- 第三水曜即興舞台2022「こんなはずじゃなかった。」出演（ブルーローゼス）[32]

2023年
- 大統領師匠 vol.15 『どうぞどうぞ、お先にどうぞ』出演[33]
- 鈴木優人プロデュース／BCJオペラシリーズ Vol.3ヘンデル 歌劇「ジュリオ・チェーザレ」動作指導[34]
- ISAWO BOOKSTORE 『あなたはわたしに死を与えたートリカブト殺人事件[35]

2024年
- 大統領師匠vol.16 『ノーザンライツvsメキシカンギャング』 ＠下北沢「劇」小劇場 2024/2/17-2/25
- 朗読パンダ 『完全新版VSR 牡丹灯籠～全段通し』 出演 山本志丈 役[36]

### その他（リアル脱出ゲーム・イマーシブシアター等）
2021年
- SCRAP　Inside Theater『オンラインパパラッチ 新郎失踪の真相を暴き出せ』演技指導／出演 藤岡広明 役[37]

2022年
- おそ松さん 推理バトルゲーム　司会[38]
- SCRAP「絶体絶命ワンダーランドからの脱出」デスゲーム脱出 演出[39]
- ムケイチョウコク 新作 イマーシブシアター 『反転するエンドロール 2022』出演 博打うち／エイト役[40]
- SCRAP 体験する物語 project『ALICE IN THE NIGHT MYSTERY CIRCUS』アリスナイト 演出／出演[41]

2023年
- SCRAP リアル脱出ゲーム 歌舞伎町探偵セブン×エヴァンゲリオン『謎のスパイと伝説のホスト』 リアルキャスト演出[42]
- SCRAP×TOKYO DOME CITY 体験する物語Project『黄昏のまほろば遊園地』 演出／出演[43]
- ムケイチョウコク 再演 イマーシブシアター 『反転するエンドロール 2023』出演 博打うち／エイト役[44]
- SCRAP リアル脱出ゲーム『終わらない夏祭りからの脱出』 演出／出演 [45]
- ムケイチョウコク『漂流する万華鏡』 出演 糸山悟朗 役 [46]
- SCRAP リアル脱出ゲーム『ときどき先生が見回りに来る修学旅行からの脱出』 演出[47]
- SCRAP 体験する物語 project『ALICE IN THE NIGHT MYSTERY CIRCUS』アリスナイト リバイバル公演 演出／出演[41]

2024年
- SCRAP 体験する物語Project『黄昏のまほろば遊園地』 @大阪ひらかたパーク 演出／出演[43]
- 突然ミステリー×ロイヤルパークホテル『CLUB SECRET』 演出／出演[48]
- ムケイチョウコク『Find me in LIT-Crow-Club』 出演 緑の蝶 役 [49]
- SCRAP リアル脱出ゲーム×ゲゲゲの謎『哭倉村に渦巻く怨念からの脱出』 演出[50]
- SCRAP リアル脱出ゲーム×DEATH NOTE『新生キラの謀略からの脱出』  演出／出演[51]
- SCRAP 『リアル脱出ゲームTV～The Live～』  演出[52]
- SCRAP リアル脱出ゲーム×HUNTER×HUNTER 『キメラアント襲来するハンター試験からの脱出』 演出協力[53]

### TV

#### CM
2014年
- 白元 ミセスロイド「出演交渉」篇 監督役

2015年
- Renta!「やってらRenta!」篇 同僚役

2016年
- アソビモ アヴァベルオンライン 会社員役

2019年
- オートバックス「10分?」篇・「歩いてきた」篇・「8パー10パー」篇

#### ドラマ
2016年
- NHK大河ドラマ『真田丸』出演 蜂須賀家政役

2017年
- NHK大河ドラマ『おんな城主直虎』出演 武者役

2018年
- NHK大河ドラマ『西郷どん』出演 一橋家臣役